# Oleg Platonov (cosmonaute)
Oleg Vladimirovich Platonov (né le 27 juin 1986 à Tcheliabinsk) est un cosmonaute russe. Il doit voler dans l'espace pour la premiere fois a bord de Soyouz MS-25.
Après avoir été diplômé de l'école, il est entré à l'école supérieure de pilotage de l'aviation militaire de Krasnodar (spécialité "Exploitation des aéronefs et gestion du trafic aérien"), dont il a obtenu le diplôme le 18 octobre 2008, avec la qualification "d'ingénieur" et le grade militaire de "lieutenant ".
D'octobre 2008 à novembre 2018, il a servi dans la ville d'Artiom, Kraï du Primorié. D'abord pilote, puis, jusqu'en février 2014, pilote senior de l'unité d'aviation d'un escadron d'aviation (unité militaire 56147, 23485).
En février 2014, Platonov a été nommé commandant de l'unité d'aviation de l'escadron d'aviation du 22e régiment d'aviation de chasse des gardes des forces aérospatiales russes (unité militaire 77994), a reçu le grade militaire de major. Il a piloté Su-27, Su-30, Su-35, a participé à l'opération militaire en Syrie.